# 紫雀花
紫雀花（学名：Parochetus communis），又名藍雀花，是豆科紫雀花属（蓝雀花属）的唯一一种植物。这种匍匐草本植物在中国分布于四川凉山南部海拔2900～3200m的地区，一般成片生长。在贵州西部海拔1400m左右的地区也有。此外分布于亚洲和非洲的部分热带地区。